# 劫後生死戀
《劫後生死戀》（英語：Fearless）為1993年彼得·威爾(Peter Weir)所導演的電影，改編自瑞夫·耶里莎(Rafael Yglesias)的同名小說。